# Matachewan
Matachewan to gmina (ang. township) w Kanadzie, w prowincji Ontario, w dystrykcie Timiskaming.
Powierzchnia Matachewan to 543,63 km².
Według danych spisu powszechnego z roku 2001 Matachewan liczy 308 mieszkańców (0,57 os./km²).